# Medard Brezovnik
Medard Brezovnik (ur. 5 grudnia 2000) – słoweński skoczek narciarski, reprezentant klubu SSK Ljubno BTC. Uczestnik mistrzostw świata juniorów (2019). Medalista mistrzostw kraju w konkursie drużynowym.

## Przebieg kariery
W oficjalnych zawodach międzynarodowych rozgrywanych przez FIS zadebiutował we wrześniu 2016 w konkursie Alpen Cup w Hinterzarten. W styczniu 2018 w Planicy po raz pierwszy wystartował w FIS Cup, zajmując 38. miejsce i 29. miejsce. W styczniu 2019 wystartował na mistrzostwach świata juniorów, zajmując 18. miejsce w konkursie indywidualnym. W międzynarodowych zawodach po raz ostatni startował w marcu 2019, zajmując 24. i 18. miejsce w konkursach Alpen Cupu w Chaux-Neuve.
Zdobył złoty medal mistrzostw Słowenii w zawodach drużynowych w 2019.

## Mistrzostwa świata juniorów

### Indywidualnie
| 2019 Lahti | – | 18. miejsce |

### Starty M. Brezovnika na mistrzostwach świata juniorów – szczegółowo
| Miejsce | Dzień       | Rok  | Miejscowość | Skocznia     | Punkt K | HS     | Konkurs  | Skok 1 | Skok 2 | Nota      | Strata   | Zwycięzca            |
| ------- | ----------- | ---- | ----------- | ------------ | ------- | ------ | -------- | ------ | ------ | --------- | -------- | -------------------- |
| 18.     | 24 stycznia | 2019 | Lahti       | Salpausselkä | K-90    | HS-100 | indywid. | 88,0 m | 91,0 m | 217,8 pkt | 34,3 pkt | Thomas Aasen Markeng |

## FIS Cup

### Miejsca w klasyfikacji generalnej
| Sezon     | Miejsce |
| --------- | ------- |
| 2017/2018 | 191.    |
| 2018/2019 | 136.    |

### Miejsca w poszczególnych konkursachFIS Cupu
| Źródło                                                                        | Źródło       | Źródło        | Źródło        | Źródło           | Źródło           | Źródło         | Źródło         | Źródło          | Źródło          | Źródło         | Źródło         | Źródło         | Źródło         | Źródło         | Źródło         | Źródło         | Źródło         | Źródło       | Źródło       | Źródło      | Źródło | Źródło | Źródło | Źródło | Źródło | Źródło | Źródło | Źródło | Źródło | Źródło | Źródło | Źródło | Źródło | Źródło | Źródło | Źródło | Źródło | Źródło | Źródło |
| ----------------------------------------------------------------------------- | ------------ | ------------- | ------------- | ---------------- | ---------------- | -------------- | -------------- | --------------- | --------------- | -------------- | -------------- | -------------- | -------------- | -------------- | -------------- | -------------- | -------------- | ------------ | ------------ | ----------- | ------ | ------ | ------ | ------ | ------ | ------ | ------ | ------ | ------ | ------ | ------ | ------ | ------ | ------ | ------ | ------ | ------ | ------ | ------ |
| Sezon 2017/2018                                                               |              |               |               |                  |                  |                |                |                 |                 |                |                |                |                |                |                |                |                |              |              |             |        |        |        |        |        |        |        |        |        |        |        |        |        |        |        |        |        |        |        |
| Villach HS98                                                                  | Villach HS98 | Kuopio HS127  | Kuopio HS127  | Kandersteg HS106 | Kandersteg HS106 | Râșnov HS100   | Râșnov HS100   | Whistler HS104  | Whistler HS104  | Notodden HS100 | Notodden HS100 | Zakopane HS140 | Zakopane HS140 | Planica HS102  | Planica HS102  | Rastbüchl HS78 | Rastbüchl HS78 | Villach HS98 | Villach HS98 | Falun HS100 | punkty |        |        |        |        |        |        |        |        |        |        |        |        |        |        |        |        |        |        |
| -                                                                             | -            | -             | -             | -                | -                | -              | -              | -               | -               | -              | -              | -              | -              | 38             | 29             | -              | -              | -            | -            | -           | 2      |        |        |        |        |        |        |        |        |        |        |        |        |        |        |        |        |        |        |
| Sezon 2018/2019                                                               |              |               |               |                  |                  |                |                |                 |                 |                |                |                |                |                |                |                |                |              |              |             |        |        |        |        |        |        |        |        |        |        |        |        |        |        |        |        |        |        |        |
| Villach HS98                                                                  | Villach HS98 | Szczyrk HS106 | Szczyrk HS106 | Râșnov HS97      | Râșnov HS97      | Notodden HS100 | Notodden HS100 | Park City HS100 | Park City HS100 | Zakopane HS140 | Zakopane HS140 | Planica HS102  | Planica HS102  | Rastbüchl HS78 | Rastbüchl HS78 | Villach HS98   | Villach HS98   | punkty       | punkty       | punkty      | punkty | punkty | punkty | punkty | punkty | punkty | punkty | punkty | punkty | punkty | punkty | punkty | punkty | punkty | punkty | punkty |        |        |        |
| -                                                                             | 36           | -             | -             | -                | -                | -              | -              | -               | -               | -              | -              | -              | -              | 21             | 33             | -              | -              | 10           | 10           | 10          | 10     | 10     | 10     | 10     | 10     | 10     | 10     | 10     | 10     | 10     | 10     | 10     | 10     | 10     | 10     | 10     |        |        |        |
| Legenda                                                                       |              |               |               |                  |                  |                |                |                 |                 |                |                |                |                |                |                |                |                |              |              |             |        |        |        |        |        |        |        |        |        |        |        |        |        |        |        |        |        |        |        |
| 1 2 3 4-10 11-30 poniżej 30 dq – dyskwalifikacja - − zawodnik nie wystartował |              |               |               |                  |                  |                |                |                 |                 |                |                |                |                |                |                |                |                |              |              |             |        |        |        |        |        |        |        |        |        |        |        |        |        |        |        |        |        |        |        |